# 島津忠重

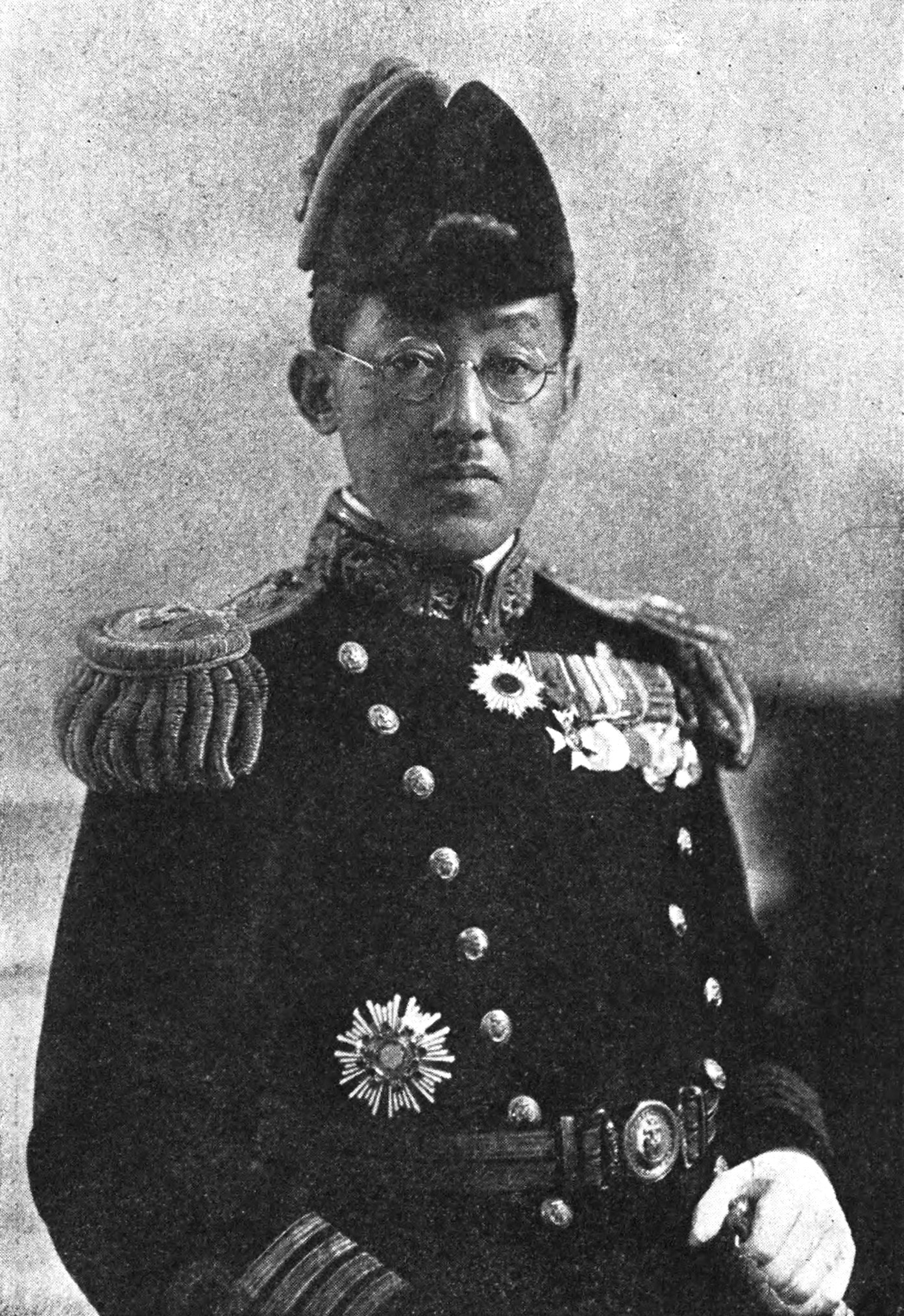
島津忠重

島津 忠重（しまづ ただしげ、1886年〈明治19年〉10月20日 - 1968年〈昭和43年〉4月9日）は、日本の海軍軍人、貴族院議員。
島津氏第30代当主。島津忠義の四男であるが、兄たちの早世によりその嫡男（跡取り）となる。海軍少将正二位勲一等公爵。神号は「島津忠重命」。幼名は秀丸。
姉は邦彦王妃俔子で、香淳皇后の叔父にあたり、第125代天皇明仁の大叔父にあたる。

## 生涯
仙巌園で生まれ、幼少時代を過ごし、島津家庭尋常小学校（忠重とその兄弟が通うための学校）に通う。1898年（明治31年）2月1日、父・忠義の薨去により家督を相続し、公爵を襲爵する。叔父の島津珍彦が後見人となる。ほどなく鹿児島より上京し、学習院に編入学する。また、英国人女性家庭教師エセル・ハワードに忠備ら4人の弟とともに教育を受ける。
1901年（明治34年）6月2日、東京芝区袖ヶ崎島津公爵邸において、贈正一位島津斉彬公祭典を主催する。同年7月、全国第7番目の高等学校の鹿児島誘致を支援し、「造士館」の館号を受け継いだ「第七高等学校造士館」（七高）が開学（鹿児島大学の前身）。
1904年（明治37年）、海軍兵学校に入学する。忠重は海に憧れがあったため、自らの希望で海軍に入ったことを随筆に書き残している。1907年（明治40年）、海軍兵学校を卒業（35期）。後輩に同族の越前島津氏（播磨家）29代・島津信夫（42期 大正2年・龍野中）がいた。忠重は当時所属した第一艦隊の軍艦・香取から信夫に江田島海軍兵学校入学祝いの手紙を送っている。
翌年少尉に任官、1910年（明治43年）大尉に昇進。摂津、筑波、河内の分隊長を歴任した。
1919年（大正8年）少佐に昇進。1920年（大正9年）、海軍大学校甲種学生18期として卒業。
1911年（明治44年）10月19日、満25歳に達し貴族院公爵議員に就任。
1921年（大正10年）より2年間イギリスに私費留学をする。1924年（大正13年）中佐、1929年（昭和4年）大佐、1935年（昭和10年）海軍少将と昇進を重ねる。ただし、同年予備役となる。この間、1923年（大正12年）に海軍軍令部参謀・海大教官兼任、1928年（昭和3年）に駐英日本大使館付武官、1929年（昭和4年）にロンドン海軍軍縮会議全権委員随員などを命じられている。
海軍軍人以外には、貴族院議員（明治44年10月-昭和21年5月）、貴族院仮議長（1回）、麝香間祗候、学習院評議会議長、華族会館館長なども務めた経歴がある。
1923年（大正12年）の関東大震災の際には同年8月30日に勝手に白金三光町に帰宅した母・寿満子を袖ヶ崎邸に避難させ、永田町一丁目の家で一緒に睡眠をとった。
1924年（大正13年）、「歴代の祖先が残した物心両面に亘る遺産を後世に広く伝えたい」と、博物館『尚古集成館』を集成館跡地に開館（国の重要文化財）。
1927年（昭和2年）に発生した昭和金融恐慌により十五銀行が破産すると、当時150万円の預金があり、そのうえ2万近い新株を持っていた島津家は大損害を蒙った。その損失補填のために袖ヶ崎邸の敷地3万坪のうち6千坪だけを残し、全部売りに出した。その後も先祖伝来の家宝を昭和3年と4年の2回に亘って東京美術倶楽部で売り立てに出すなど、経済的に苦境に陥った。同年6月、先祖島津忠久の700年祭にあたって照国神社に島津家伝来の備前国刀工・国宗（鎌倉時代中期）を奉納（現在は、鹿児島県歴史資料センター黎明館に保管。国宝）。
1946年（昭和21年）5月9日、貴族院議員を辞職。同年9月、公職追放。1947年（昭和22年）、華族制度廃止。同年5月15日午前10時、忠重以下華族204名は、昭和天皇から皇居・表三の間に非公式に召集を受けて、「華族制度は終了した。各自はこれからも祖先の名を辱めないよう努力してほしい」という趣旨の御言葉を賜ったという。
戦後の忠重は様々なスキャンダルに巻き込まれマスコミの攻撃にあったり、財産管理会社であった島津興業が倒産の危機に瀕するなど、多くの困難に遭遇したが、周囲の支援もあり苦境を乗り越え、他の旧華族のような没落は免れることが出来た。ちなみに1957年（昭和32年）に「島津家文書」を東京大学史料編纂所に売却した「島津鑑康（しまづ あきやす）」とは忠重の別名である。1958年（昭和33年）には鹿児島市の尚古集成館に昭和天皇、香淳皇后の行幸啓があり、忠重が展示資料の説明を行った。
晩年には幼・青年期のころを回想した随筆を多数上梓した。これらは明治時代の「大名華族」の生活ぶりを偲ぶ貴重な史料となっている。
1968年（昭和43年）薨去、81歳没。

## エピソード

### 人物
すべて緑色に見えますと言った発言者を笑ったり、赤と緑が見分けにくいことから（宮内庁報告書）2型3色覚だと思われる。

### 袖ヶ崎島津邸
老朽化した袖ヶ崎邸を英国風洋館に改築することを計画し、1906年（明治39年）にジョサイア・コンドルに設計を依頼した。設計変更・明治天皇の崩御等もあって竣工したのは1915年（大正4年）。設備や調度等が整えられ、1917年（大正6年）に披露された。
前年『実業之日本』誌による「富豪・華族の宅地の広さ番付」では2万坪で東の関脇（全華族中第3位）と評価されている。
その後、戦争のため維持できなくなり、1944年（昭和19年）に日本銀行へ売却。周囲は大半が戦火焼失したにもかかわらず、邸は焼失を免れる。1946年（昭和21年）1月から1954年（昭和29年）5月までGHQの管理下に置かれ、1961年（昭和36年）、清泉女子大学本館となる（東京都品川区東五反田）。周囲一帯を島津山という。
- 外部リンク 旧島津公爵邸（清泉女子大学ホームページ）

### 蘭の育種
蘭の育種家としても有名で、多くの交配種をサンダーズリストへ登録しており、代表的なものに「カトレア・シラユキ」やデンドロビュームの「インドヨー」などの名花の名があげられる。戦前は、帝国愛蘭会最後の会長で、2度、英国へ大使館付き武官として赴任した際は、英国王立園芸協会（RHS）の例会へも会員として出席している。1944年（昭和19年）には、忠重を初代会長とする社団法人園芸文化協会が設立されている。また、戦後には、忠重を会長として全日本蘭協会（AJOS）が発足している。島津賞（Tadashige Shimadzu Prize）は、最も優れた出品花に授与されるAJOS最高の賞である。
一方、旭硝子創業者岩崎俊弥との蘭を通じての交流も有名である。岩崎は、あるバンダ交配種を作出したが、サンダーズリスト登録前に亡くなった。忠重は岩崎を偲んでこの交配種名を「メモリア・T・イワサキ」と命名し、サンダーズリストへ登録したというエピソードがある。
また、忠重の四男である柳沢斉徳は大学で朝顔の品種改良に取り組み、二日咲き朝顔や匂い朝顔の研究に力を注いだという。

## 栄典
- 1898年（明治31年）
  - 6月2日 - 木杯一組[15]
  - 11月22日 - 金杯一組[16]
- 1899年（明治32年）
  - 1月21日 - 木杯一組[17]
  - 8月8日 - 金杯一組[18]
  - 12月6日 - 銀杯一個[19]
  - 12月19日 - 木杯一個[20]
- 1900年（明治33年）3月13日 - 金杯一個[21]
- 1905年（明治38年）2月4日 - 銀杯一個[22]
- 1906年（明治39年）10月30日 - 従五位[23]
- 1907年（明治40年）4月9日 - 木杯一組[24]
- 1908年（明治41年）11月10日 - 正五位[25]
- 1909年（明治42年）
  - 4月13日 - 木杯一組[26]
  - 7月1日 - 銀杯一組[27]
- 1910年（明治43年）3月16日 - 勲四等瑞宝章[28]
- 1911年（明治44年）
  - 1月17日 - 銀杯一組[29]
  - 8月24日 - 金杯一組[30]
  - 9月12日 - 銀杯一個[31]
  - 10月28日 - 木杯一組[32]
  - 11月29日 - 従四位[33]
  - 12月12日 - 銀杯一組[34]
- 1912年（明治45年／大正元年）
  - 5月17日 - 木杯一組[35]
  - 8月1日 - 韓国併合記念章[36]
  - 8月22日 - 銀杯一組[37]
- 1915年（大正4年）
  - 6月17日 - 金杯一組[38]
  - 10月19日 - 金杯一組[39]
  - 10月29日 - 木杯一組[40]
  - 11月10日 - 大礼記念章（大正）[41]
  - 12月10日 - 正四位[42]
- 1917年（大正6年）
  - 1月24日 - 金杯一組[43]
  - 2月3日 - 銀杯一個[44]
  - 10月24日 - 銀杯一個[45]
- 1918年（大正7年）
  - 8月6日 - 勲三等旭日中綬章[46]
  - 12月20日 - 金杯一組[47]
- 1919年（大正8年）11月11日 - 紺綬褒章[48]
- 1920年（大正9年）
  - 2月20日 - 銀杯一組[49]
  - 12月20日 - 従三位[50]
- 1927年（昭和2年）1月7日 - 正三位[51]
- 1928年（昭和3年）11月10日 - 勲二等瑞宝章・金杯一個[52]
- 1929年（昭和4年）2月18日 - 紺綬褒章飾版[53]
- 1934年（昭和9年）1月15日 - 従二位[54]
- 1939年（昭和14年）5月29日 - 紺綬褒章飾版[55]
- 1940年（昭和15年）
  - 8月15日 - 紀元二千六百年祝典記念章[56]
  - 11月29日 - 木杯一個[57]
- 1942年（昭和17年）
  - 2月2日 - 正二位[58]
  - 9月9日 - 紺綬褒章飾版[59]
- 1966年（昭和41年）11月3日 - 勲一等瑞宝章[60]

外国勲章佩用允許
- 1910年（明治43年）4月14日 - 大韓帝国：韓国皇帝陛下南西巡幸紀念章[61]
- 1918年（大正7年）7月3日 - イギリス帝国：ヴィクトリア第四等勲章[62]
- 1934年（昭和9年）3月1日 - 満洲帝国：建国功労章[63]
- 1935年（昭和10年）9月21日 - 満洲帝国：満洲帝国皇帝訪日紀念章[64]
- 1941年（昭和16年）12月9日 - 満洲帝国：建国神廟創建紀念章[65]

## 家族
- 妻：伊楚子（父・徳大寺実則）
  - 長男：島津忠秀 - 島津宗家第31代当主。
  - 長女：島津経子（つねこ、島津忠済次男・久大[注釈 3]夫人）
  - 次男：鹿島晃久（あきひさ）- 忠重の甥・鹿島萩麿伯爵へ養子入り。海軍技術大尉を経て島津産業代表取締役[66]。妻は松平慶民の三女・英子。
  - 三男：島津矩久（かねひさ、1917年1月12日生[67]） - 官僚（商工省から通商産業省技官）。1957年に島津産業を設立。宗派は日蓮正宗[67]。妻は柳原博光の三女・行子。
    - 長男：島津光久（1946年4月28日生、学習院大学卒、日立システムズ部長[67]） - 妻は森西定雄の次女・左枝子（1951年6月16日生[67]）
    - 次男：島津公保（1950年7月9日生、島津興業・薩摩ガラス工芸・島津商事社長[67]） - 妻は大槻三郎の次女・登志子（1959年4月14日生[67]）
    - 長女：香峯子（1970年1月12日生、アイゼットエム取締役[67]）

  - 四男：柳沢斉徳（なりのり） - 茨城大学教授。柳沢保承伯爵の婿養子となるも、のちに離籍。但し、その子の保徳（やすのり）は柳沢氏を継承している。

## 著書
- 『炉辺南国記』（参考文献参照）
- 『なみかげ』東京書院　1965年2月
- 『はばたき』東京書院　1966年1月
- 『ふるさと』東京書院　1966年11月